# 島村俊廣
島村 俊廣（しまむら としひろ、明治45年（1912年）4月18日 - 平成3年（1991年）6月21日）は、日本の囲碁棋士。三重県鈴鹿市出身、日本棋院所属、九段、鈴木為次郎名誉九段門下。利博から、俊宏、俊広、俊廣と改名。王座戦、天元戦優勝、本因坊戦挑戦2回など、長く中部碁界の重鎮として活躍した。渋い辛抱のいい棋風で「いぶし銀」と呼ばれ、また「忍の棋道」を自認した。

## 経歴
鈴鹿市の薬問屋の長男として生まれる。1925年に、名古屋に在住し中部囲碁連盟を組織していた三宅一夫七段に師事し、翌年上京して鈴木為次郎に入門、1929年に入段。1936年四段時に、鈴木の懇意であった各務鎌吉により、岩本薫、前田陳爾と各5局の十番碁を行う。1937年五段、応召し2年後に復員。戦後は関西総本部に所属し、その後1948年に三重に戻り中部総本部に移った。1950年七段。1952年に日本棋院高段者トーナメント戦の決勝で村島誼紀に勝って優勝。1953年の大手合のAクラス順位戦では坂田栄男に次ぐ2位。1954年の第1回NHK杯で、決勝で高川格を破り優勝。1953年八段。1955年に本因坊戦リーグで宮下秀洋と6勝1敗の同率となり、同率決戦に勝って挑戦者となるが、高川格との挑戦手合では4連敗で敗退。翌1956年にはリーグでは、木谷実と5勝1敗の同率で、これも決戦に勝って2年連続挑戦となるが、挑戦手合には2勝4敗で敗れる。この頃、高橋重行の作成した「高橋ランキング」では島村が1位とされていたという。
1958年に最高位決定戦の挑戦手合五番勝負（木谷實に2-3）直後に十二指腸潰瘍の手術をし、その後の大手合での細川千仭戦の終盤に心筋梗塞で倒れて棄権負けを喫する。1960年九段。
1965年、日中囲碁交流において中国流布石を用いた陳祖徳が岩田達明に勝利したことをきっかけに、布石を逆輸入して実戦で継続的に用い、日本棋界での流行のもととなった。
1967年に名古屋駅前に島村囲碁クラブを開設。1971年から日本棋院副理事長を務める。1975年に大倉賞を受賞。
1977年の天元戦では決勝5番勝負で苑田勇一に3-1で勝って優勝し、この時の65歳は、当時のタイトル獲得最高年齢の記録となった。1982年の名人戦リーグで坂田栄男との対局中に脳出血で倒れ、翌年引退。1991年没。日本棋院中部会館で行われた「島村俊廣先生追善囲碁の会」には400人のファンが集まり、狂言「碁泥」上演、橋本宇太郎と藤沢秀行の公開早碁などが行われた。
安井知得仙知を尊敬し、巧緻なヨセにも定評があった。若い頃は宗教や哲学に凝ったというが、戦後になって小唄、ゴルフ、ダンスなどを楽しむようになり、高川格にもゴルフを教えた。「吐き気を催すほど考えることができなければ専門棋士の資格がない」という語を残している。
生涯成績1005局579勝411敗15持碁(勝率5割8分4厘)。門下に羽根泰正、山城宏、今村善彰、中野寛也、重野由紀、松本奈代子など。島村導弘五段は実子。

### タイトル歴
- 日本棋院最高段者トーナメント戦 1952、1958年
- NHK杯争奪囲碁トーナメント 1954年
- 王座戦 1957年
- 囲碁選手権戦 1960、1964年
- 天元戦 1977年
- 王冠戦 第5-10期（-1965年）、1974-75年

### 他の棋歴
- 大手合 甲組優勝 1936年秋期
- 本因坊戦 挑戦者 1955、1956年
- 王座戦 準優勝 1955年
- 日本棋院最高段者トーナメント戦 準優勝 1955年
- 最高位決定戦 挑戦者 1958年
- 囲碁選手権戦 準優勝 1965年
- 中部最高位戦 準優勝 1977年
- プロ十傑戦 5位 1971年、8位 1964年
- 名人戦リーグ6期、本因坊戦リーグ12期
- 呉清源対新鋭八段戦三番勝負 1955年 島村 1-2 呉

第1回NHK杯
1954年1月31日 第1期NHK杯争奪囲碁トーナメント決勝 高川格七段-島村利博八段(先番) 

NHKラジオで放送開始されたNHK杯争奪囲碁トーナメントの第1回は、本因坊2連覇中の高川格が宮下秀洋、岩本薫を、島村利博が橋本宇太郎、木谷實をそれぞれ破って決勝進出。先番島村は左上で黒1（17手目）から1手かけて完全な生き形を得て、先手を得た白は「高川のボウシ」で右辺を消しに向う。黒にケイマに受けさせて右下18の三々入りは常道の手段だが、黒は29までここも後手で手厚い形として島村らしい渋い一着と言われた。その後白は下辺の黒模様を消し、黒は上辺の白模様を消しに行く展開となったが、中央の戦いで黒の厚みが徐々に働いて、最後は黒半目勝ちとなった。島村は準決勝時点での優勝者予想投票では高川、岩本、木谷に次ぐ4位だったが優勝を果たした。

## 受賞歴
- 1971年 棋道賞 勝率第一位賞（22-6, .786）、連勝賞（13連勝）
- 1976年 大倉賞
- 1978年 土川賞
- 1982年 勲四等旭日小綬章受章

## 著作
- 『二間高バサミ定石　ゴ・スーパーブックス10』日本棋院　1970年
- 『知得 (日本囲碁大系9巻)』筑摩書房 1975年（主著者 本田順英、解説島村）
- 『忍の棋道 島村俊廣打碁選集』日本棋院 1979年
- 『島村俊廣』（現代囲碁大系14）講談社　1981年